# Додсон, Джон
Джон Томас Додсон третий (англ. John Thomas Dodson III; род. 26 сентября 1984, Альбукерке) — американский боец смешанного стиля, представитель легчайшей и наилегчайшей весовых категорий. Выступает на профессиональном уровне начиная с 2004 года, известен прежде всего по участию в турнирах бойцовской организации UFC. Дважды был претендентом на титул чемпиона UFC в наилегчайшем весе, но оба раза проиграл чемпиону Деметриусу Джонсону. Победитель 14 сезона бойцовского реалити-шоу The Ultimate Fighter.

## Статистика в боях на голых кулаках
| Боёв 2   | Побед 2 | Поражений 0 |
| -------- | ------- | ----------- |
| Нокаутом | 2       | 0           |

| Результат | Рекорд | Соперник     | Способ     | Турнир              | Дата            | Раунд | Время | Место                        | Примечание |
| --------- | ------ | ------------ | ---------- | ------------------- | --------------- | ----- | ----- | ---------------------------- | ---------- |
| Победа    | 2–0    | Джарод Грант | KO (удары) | BKFC KnuckleMania 3 | 17 февраля 2023 | 1     | 1:41  | Альбукерке, Нью-Мексико, США |            |
| Победа    | 1–0    | Райан Бенуа  | KO (удар)  | BKFC 28             | 27 августа 2022 | 1     | 0:40  | Альбукерке, Нью-Мексико, США |            |

## Биография
Джон Додсон родился 26 сентября 1984 года в городе Альбукерке штата Нью-Мексико, США. Является наполовину афроамериканцем и наполовину филиппинцем.
Во время учёбы в старшей школе играл в футбол, занимался лёгкой атлетикой и борьбой. Дважды становился чемпионом штата по борьбе, один раз был финалистом. Окончив школу, в 2003 году поступил в Университет Нью-Мексико и одновременно с этим подрабатывал в местном ресторане Chuck E. Cheese’s.

### Начало профессиональной карьеры
Начал тренироваться по ММА в 2002 году в зале Грега Джексона в Альбукерке, а в сентябре 2004 года уже дебютировал на профессиональном уровне — заставил своего соперника сдаться в первом же раунде с помощью удушающего приёма. На второй поединок в ноябре отправился в Японию и проиграл единогласным решением судей местному японскому бойцу Ясухиро Уруситани.
В дальнейшем дрался в различных небольших промоушенах США, таких как King of the Cage, Ring of Fire, Ultimate Warrior Challenge и др. В декабре 2010 года на турнире Nemesis Fighting в Доминиканской республике нанёс первое поражение небитому соотечественнику Джону Мораге, выиграв у него по очкам единогласным решением.

### The Ultimate Fighter
Имея в послужном списке 11 побед и 5 поражений, в 2011 году Додсон попал в число участников 14 сезона популярного бойцовского реалити-шоу The Ultimate Fighter — пришёл сюда как представитель легчайшей весовой категории. На отборочном этапе техническим нокаутом выиграл у Брендона Меркта и под общим четвёртым номером был выбран в команду наставника Джейсона Миллера.
На стадиях четвертьфиналов и полуфиналов благополучно прошёл Джона Альберта и Джонни Бедфорда соответственно, после чего на финальном турнире шоу в Лас-Вегасе отправил в нокаут другого финалиста Ти Джея Диллашоу.

### Ultimate Fighting Championship
Дойдя до финала TUF, Додсон получил возможность подписать контракт с крупнейшей бойцовской организацией мира Ultimate Fighting Championship. Здесь он решил выступать в наилегчайшей весовой категории и в 2012 году одержал победу над такими бойцами как Тим Эллиотт и Жусиер Формига.
Бой с Формигой имел статус претендентского, и таким образом в январе 2013 года Додсон вышел в клетку против действующего чемпиона UFC в наилегчайшем весе Деметриуса Джонсона. Противостояние между ними продлилось всё отведённое время, в итоге судьи единогласным решением отдали победу Джонсону, сохранив за ним чемпионский пояс. При этом оба бойца получили бонус за лучший бой вечера.
Продолжая регулярно выступать в октагоне UFC, Джон Додсон взял верх над такими известными бойцами как Даррелл Монтагью, Джон Морага и Зак Маковски. Благодаря череде удачных выступлений он вновь удостоился права оспорить чемпионский титул, но в достаточно одностороннем поединке, состоявшемся в сентябре 2015 года, вновь уступил Джонсону по очкам.
После второго поражения от Джонсона Додсон принял решение вернуться в легчайшую весовую категорию и в апреле 2016 года выиграл техническим нокаутом у Манвела Гамбуряна. Затем последовало поражение раздельным решением от Джона Линекера.
В 2017 году Додсон победил единогласным решением Эдди Уайнленда, но раздельным решением проиграл Марлону Мораису.
В марте 2018 года по очкам выиграл у Педру Муньюса и затем продлил контракт с UFC ещё на четыре боя.

## Статистика в профессиональном ММА
| Боёв 38  | Побед 24 | Поражений 14 |
| -------- | -------- | ------------ |
| Нокаутом | 11       | 0            |
| Сдачей   | 2        | 0            |
| Решением | 11       | 14           |

| Результат | Рекорд | Соперник          | Способ                  | Турнир                                     | Дата            | Раунд | Время | Место                       | Примечание                                                       |
| --------- | ------ | ----------------- | ----------------------- | ------------------------------------------ | --------------- | ----- | ----- | --------------------------- | ---------------------------------------------------------------- |
| Поражение | 24–14  | Хиромаса Огикубо  | Единогласное решение    | Rizin 45                                   | 31 декабря 2023 | 3     | 5:00  | Сайтама, Япония             |                                                                  |
| Победа    | 24–13  | Тацуки Саомото    | Единогласное решение    | Rizin 42                                   | 6 мая 2023      | 3     | 5:00  | Токио, Япония               |                                                                  |
| Победа    | 23–13  | Хидео Токоро      | KO (удары)              | Rizin 40                                   | 31 декабря 2022 | 1     | 1:43  | Сайтама, Япония             | Вернулся в наилегчайший вес.                                     |
| Победа    | 22–13  | Франциско Ривера  | Единогласное решение    | XMMA 4: Black Magic                        | 2 апреля 2022   | 3     | 5:00  | Новый Орлеан, Луизиана, США |                                                                  |
| Поражение | 21–13  | Коди Гибсон       | Единогласное решение    | XMMA 3: Vice City                          | 23 октября 2021 | 3     | 5:00  | Майями, Флорида, США        |                                                                  |
| Поражение | 21-12  | Мераб Двалишвили  | Единогласное решение    | UFC 252                                    | 15 августа 2020 | 3     | 5:00  | Лас-Вегас, США              |                                                                  |
| Победа    | 21-11  | Натаниэль Вуд     | TKO (удары руками)      | UFC Fight Night: Anderson vs. Błachowicz 2 | 15 февраля 2020 | 3     | 0:16  | Рио-Ранчо, США              |                                                                  |
| Поражение | 20-11  | Пётр Ян           | Единогласное решение    | UFC Fight Night: Błachowicz vs. Santos     | 23 февраля 2019 | 3     | 5:00  | Прага, Чехия                |                                                                  |
| Поражение | 20-10  | Джимми Ривера     | Единогласное решение    | UFC 228                                    | 8 сентября 2018 | 3     | 5:00  | Даллас, США                 |                                                                  |
| Победа    | 20-9   | Педру Муньюс      | Раздельное решение      | UFC 222                                    | 3 марта 2018    | 3     | 5:00  | Лас-Вегас, США              |                                                                  |
| Поражение | 19-9   | Марлон Мораис     | Раздельное решение      | UFC Fight Night: Poirier vs. Pettis        | 11 ноября 2017  | 3     | 5:00  | Норфолк, США                |                                                                  |
| Победа    | 19-8   | Эдди Уайнленд     | Единогласное решение    | UFC Fight Night: Swanson vs. Lobov         | 22 апреля 2017  | 3     | 5:00  | Нашвилл, США                |                                                                  |
| Поражение | 18-8   | Джон Линекер      | Раздельное решение      | UFC Fight Night: Lineker vs. Dodson        | 1 октября 2016  | 5     | 5:00  | Портленд, США               | Бой в промежуточном весе 61,9 кг; Джон Линекер не сделал вес.    |
| Победа    | 18-7   | Манвел Гамбурян   | TKO (удары руками)      | UFC on Fox: Teixeira vs. Evans             | 16 апреля 2016  | 1     | 0:37  | Тампа, США                  | Вернулся в легчайший вес.                                        |
| Поражение | 17-7   | Деметриус Джонсон | Единогласное решение    | UFC 191                                    | 5 сентября 2015 | 5     | 5:00  | Лас-Вегас, США              | Бой за титул чемпиона UFC в наилегчайшем весе.                   |
| Победа    | 17-6   | Зак Маковски      | Единогласное решение    | UFC 187                                    | 23 мая 2015     | 3     | 5:00  | Лас-Вегас, США              |                                                                  |
| Победа    | 16-6   | Джон Морага       | TKO (остановлен врачом) | UFC Fight Night: Henderson vs. Khabilov    | 7 июня 2014     | 2     | 5:00  | Альбукерке, США             |                                                                  |
| Победа    | 15-6   | Даррелл Монтагью  | KO (удар рукой)         | UFC 166                                    | 19 октября 2013 | 1     | 4:13  | Хьюстон, США                | Нокаут вечера.                                                   |
| Поражение | 14-6   | Деметриус Джонсон | Единогласное решение    | UFC on Fox: Johnson vs. Dodson             | 26 января 2013  | 5     | 5:00  | Чикаго, США                 | Бой за титул чемпиона UFC в наилегчайшем весе. Бой вечера.       |
| Победа    | 14-5   | Жусиер Формига    | TKO (удары руками)      | UFC on FX: Browne vs. Bigfoot              | 5 октября 2012  | 2     | 4:35  | Миннеаполис, США            | Претендентский бой в наилегчайшем весе.                          |
| Победа    | 13-5   | Тим Эллиотт       | Единогласное решение    | UFC on Fox: Diaz vs. Miller                | 5 мая 2012      | 3     | 5:00  | Ист-Ратерфорд, США          | Вернулся в наилегчайший вес.                                     |
| Победа    | 12-5   | Ти Джей Диллашоу  | TKO (удары руками)      | The Ultimate Fighter 14 Finale             | 3 декабря 2011  | 1     | 1:54  | Лас-Вегас, США              | Выиграл The Ultimate Fighter 14 в легчайшем весе. Нокаут вечера. |
| Победа    | 11-5   | Джон Морага       | Единогласное решение    | Nemesis Fighting: MMA Global Invasion      | 11 декабря 2010 | 3     | 5:00  | Пунта-Кана, Доминикана      |                                                                  |
| Победа    | 10-5   | Джесси Ригглман   | Единогласное решение    | Ultimate Warrior Challenge 8               | 22 мая 2010     | 3     | 5:00  | Фэрфакс, США                |                                                                  |
| Поражение | 9-5    | Пэт Рунес         | Раздельное решение      | Ultimate Warrior Challenge 7               | 3 октября 2009  | 5     | 5:00  | Фэрфакс, США                | Бой за титул чемпиона UWC в наилегчайшем весе.                   |
| Победа    | 9-4    | Хосе Лухан        | TKO (удары руками)      | Duke City MMA Series 2                     | 25 июля 2009    | 1     | 0:52  | Альбукерке, США             |                                                                  |
| Победа    | 8-4    | Хосе Вильяриско   | Единогласное решение    | Ultimate Warrior Challenge 5               | 21 февраля 2009 | 3     | 5:00  | Фэрфакс, США                | Дебют в наилегчайшем весе.                                       |
| Поражение | 7-4    | Майк Истон        | Раздельное решение      | Ultimate Warrior Challenge 4               | 11 октября 2008 | 3     | 5:00  | Фэрфакс, США                |                                                                  |
| Победа    | 7-3    | Верн Бака         | TKO (удары руками)      | Battlequest 8                              | 11 апреля 2008  | 1     | 3:42  | Денвер, США                 |                                                                  |
| Победа    | 6-3    | Зак Уайт          | Сдача (удушение сзади)  | Last Man Standing 2                        | 15 декабря 2007 | 1     | 3:42  | Розуэлл, США                |                                                                  |
| Поражение | 5-3    | Билл Боланд       | Единогласное решение    | Ultimate Cage Wars 7                       | 7 апреля 2007   | 3     | 5:00  | Виннипег, Канада            |                                                                  |
| Победа    | 5-2    | Джейк Лонг        | TKO (удары)             | Last Man Standing 1                        | 17 марта 2007   | 1     | N/A   | Розуэлл, США                |                                                                  |
| Победа    | 4-2    | Клинт Годфри      | Единогласное решение    | Ring of Fire 27                            | 9 декабря 2006  | 3     | 5:00  | Касл-Рок, США               |                                                                  |
| Поражение | 3-2    | Джо Доэрти        | Единогласное решение    | Ring of Fire 25                            | 29 июля 2006    | 3     | 5:00  | Вейл, США                   |                                                                  |
| Победа    | 3-1    | Джаред Морланд    | TKO (удары руками)      | Rumble in the Rockies 2                    | 18 февраля 2006 | 1     | 2:55  | Ловеланд, США               |                                                                  |
| Победа    | 2-1    | Джонни Веласкес   | Раздельное решение      | KOTC: Socorro                              | 23 июля 2005    | 2     | 5:00  | Сокорро, США                |                                                                  |
| Поражение | 1-1    | Ясухиро Уруситани | Единогласное решение    | Demolition 041114                          | 14 ноября 2004  | 2     | 5:00  | Токио, Япония               |                                                                  |
| Победа    | 1-0    | Зак Уайт          | Сдача (удушение сзади)  | Desert Extreme                             | 3 сентября 2004 | 1     | 3:23  | Сокорро, США                |                                                                  |